# La Gola
La Gola - mensile del cibo e delle tecniche di vita materiale è stata una rivista italiana di gastronomia e cultura materiale.
Fondata nel 1982 e co-diretta da Antonio Porta e Alberto Capatti, il progetto grafico è di Gianni Sassi. 
Edita dal 1982 al 1988 da Intrapresa cooperativa di promozione culturale, ha sospeso le pubblicazioni dal 1989 al 1990. Dal 1991 al 1993 è edita da Nibbio Editore in Milano.